# Ceriagrion whellani
Ceriagrion whellani é uma espécie de libelinha da família Coenagrionidae.
Pode ser encontrada nos seguintes países: Botswana, República Centro-Africana, República do Congo, Costa do Marfim, Guiné Equatorial, Gabão, Gana, Guiné, Quénia, Libéria, Serra Leoa, Tanzânia, Uganda, Zâmbia, Zimbabwe, possivelmente Burundi e possivelmente em Malawi.
Os seus habitats naturais são: florestas subtropicais ou tropicais húmidas de baixa altitude, savanas húmidas, matagal húmido tropical ou subtropical, áreas húmidas dominadas por vegetação arbustiva, pântanos, marismas de água doce e marismas intermitentes de água doce.